# 德維山
德維山（英語：Mount Dewe），是南極洲的山峰，位於帕爾默地，屬於豪貝格山脈的一部分，美國地質調查局根據測量和美國海軍拍攝的空中照片繪入地圖，以冰川學家命名，現時由南極條約體系管理。